# Chromocheilosia pubescens
Chromocheilosia pubescens är en tvåvingeart som först beskrevs av Shannon och Aubertin 1933.  Chromocheilosia pubescens ingår i släktet Chromocheilosia och familjen blomflugor. Inga underarter finns listade i Catalogue of Life.